# MPSB 21 und 22 (3. Besetzung)
Die Lokomotiven Nr. 21 und 22  in dritter Besetzung waren Schmalspurlokomotiven die 1945 von der Mecklenburg-Pommerschen Schmalspurbahn übernommen wurden. 1949 wurden die Lokomotiven durch die Deutsche Reichsbahn in die Baureihe 99.365 eingeordnet.

## Geschichte
Nach dem Ende des Zweiten Weltkrieges und den anschließenden Reparationsleistungen an die Sowjetunion waren auf dem Netz der Mecklenburg-Pommersche Schmalspurbahn nur noch sieben Lokomotiven von über 20 verblieben.
Die Gesellschaft übernahm deshalb zwei in Woldegk aufgefundene Baulokomotiven. Obwohl die Lokomotiven von unterschiedlichen Herstellern stammten, waren sie weitgehend identisch.
Als Nummer 21 wurde eine Lokomotive bezeichnet, die 1941 mit der Fabriknummer 9296 von Jung an das Bauunternehmen Erich Brangsch in Leipzig-Engelsdorf geliefert wurde. Die Lokomotive mit der Nummer 22 war 1940 mit der Fabriknummer 15793 von Krauss-Maffei für E. Kirchhoff in München gebaut worden.
Die Aufarbeitung der Lokomotiven dauerte mehrere Jahre. Nummer 21 wurde 1947 und Nummer 22 1949 wieder in Betrieb genommen. Nach der Übernahme der MPSB durch die Deutsche Reichsbahn zum 1949 erhielt die 21 die neue Betriebsnummer 99 3652 und die 22 die 99 3651.
Da die Lokomotiven nicht im Streckendienst eingesetzt werden konnten, wurde die 99 3652 an die Zuckerfabrik Anklam vermietet. 1958 wurden beide Lokomotiven an den VEB Kieswerke Doberlug-Kirchhain verkauft.

## Konstruktive Merkmale
Die Lokomotiven verfügten über einen Innenrahmen. Der Dampfdom saß hinter dem Schornstein und verfügte über zwei Sicherheitsventile. Bei der 99 3652 befand sich die Reglerbüchse unmittelbar am Dampfdom. Von dieser führten außen am Kessel liegende Einstromröhre zu den Zylindern.
Das Zweizylinder-Naßdampftiebwerk mit Heusinger-Steuerung war leicht geneigt und arbeitete auf den hinteren Radsatz. Die Zylinder besaßen Flachschieber.
Der Sandkasten saß hinter dem Dampfdom auf dem Kessel und sandete beide Radsätze von außen. Die Lokomotiven hatten eine Handbremse sowie eine Dampfpfeife an der Führerhausvorderwand.